# Owen Moffat
Owen Moffat, né le 6 janvier 2002 à Stirling en Écosse, est un footballeur écossais qui évolue au poste d'ailier gauche au Celtic Glasgow.

## Biographie

### Carrière en club
Né à Stirling en Écosse, Owen Moffat est formé par le Celtic Glasgow, qu'il rejoint à l'âge de 8 ans. Il signe son premier contrat professionnel le 6 janvier 2021, jour de ses 19 ans, le liant au club jusqu'en mai 2024. 
Moffat est appelé pour la première fois en équipe première par Ange Postecoglou en décembre 2021, en raison notamment de nombreux forfaits sur blessure dans le secteur offensif,. Il joue son premier match en professionnel pour le Celtic le 15 décembre 2021, lors d'une rencontre de championnat face au Ross County FC. Il entre en jeu à la place de Adam Montgomery et son équipe s'impose par deux buts à un. Impliqué sur le but vainqueur de Anthony Ralston, la prestation du jeune ailer est saluée après la rencontre, notamment par son entraîneur avec l'équipe réserve, Tommy McIntyre (en). Alors qu'il n'était pas envisagé dans le groupe professionnel par Postecoglou quelques semaines auparavant, Moffat est de nouveau utilisé et même titularisé lors de la journée suivante, le 22 décembre, face au Saint Mirren FC.
Il est sacré Champion d'Écosse en 2021-2022.

## Palmarès
Celtic Glasgow
- Championnat d'Écosse (1) :
  - Champion : 2021-22.
- Coupe de la Ligue écossaise (1) :
  - Vainqueur : 2021-22.